# پل لاتیدان
پل لاتیدان یک بنای تاریخی مربوط به دوره صفویه است که در ۸۰ کیلومتری غرب بندرعباس، بین سه روستای نیمه‌کار، لاتیدان و آرابی، استان هرمزگان قرار دارد. این اثر در تاریخ یکم اردیبهشت ۱۳۷۷ با شمارهٔ ثبت ۲۰۰۵ به‌عنوان یکی از آثار ملی ایران به ثبت رسیده است.
این پل، بر روی رودخانهٔ کل در جاده لار و ۸۰ کیلومتری غرب بندرعباس قرار دارد، از این‌رو به پل کل نیز معروف است.
در میان دهانه‌های این پل، چشمه اتاق‌هایی در دو اشکوب ساخته شده که بر زیبایی این سازه، افزوده است. این پل، یکی از والاترین نمونه‌های پل‌سازی تاریخی کشور است.
این بنای باشکوه با قدمتی افزون بر ۵۰۰ سال، دارای ۲۳۳ دهانه و بیش از ۱۰۰۰ متر درازا بوده و در صدر فهرست طولانی‌ترین پل‌های تاریخی ایران قرار داشته است اما علیرغم ثبت در آثار ملی میراث فرهنگی در سال ۱۳۷۷ خورشیدی، هم‌اکنون به عنوان یک اثر تاریخی مهجورمانده و کمتر شناخته‌شده برای مردمان هرمزگان و گردشگران، در آستانه ویرانی کامل قرار دارد.
جهانگردان و مورخان چنین روایت می‌کنند که پل ساروجی «لاتیدان» با معماری و مصالح مختص جغرافیا و اقلیم جنوب ایران، با سرمایه یک بازرگانی هرمزگانی مقیم هندوستان در فاصله ۷۰ کیلومتری غرب شهر ۴۰۰ ساله «بندرعباس» و بر روی رودخانه سیلابی «کل یا کر» ساخته شده و مهم‌ترین سازه بازمانده از دوران شکوفایی «جاده ادویه یا فلفل» در دوره زمانی قبل و بعد از سلسله صفویه به‌شمار می‌رود.
این پل تاریخی در زمان‌های دور محور ارتباطی بندرعباس به لارستان بوده از روستاهای لاتیدان، مُغ احمد، دشت سراهو، کاروانسرای جونگوی، آرابی، قلعه پارو و کهورستان عبور کرده و به لارستان می‌رسد.
با وجود اینکه درازای پل لاتیدان (پل‌ کل)، سه برابر سی و سه پل اصفهان است و تاکنون گام‌های اندکی برای بازسازی، استحکام‌بخشی و نگاه‌داری این پل برداشته شده است. به‌گونه‌ای که تنها در سال‌های ۱۳۷۹ و ۱۳۸۶، بازسازی اندکی بر روی آن به عمل آمده است.
از آن‌جا که این پل، در مسیر آبراهه‌های چندی قرار دارد و در فصل بارندگی، حجم آب در زیر پل بسیار زیاد است، از این رو باید با تعیین اعتبارات ملی برای این اثر ملی، کار بررسی‌های استحکام‌بخشی و بازسازی این پل آغاز شود، پیش از آن‌که این اثر که پس از گذشت سال‌ها بر اثر یک سیلاب سر برآورده است، در اثر سیلاب دیگری فرو ریزد و نابود شود.